# Adão Pretto Filho
Adão Pretto Filho (Viamão, 2 de maio de 1987) é um político brasileiro filiado ao Partido dos Trabalhadores (PT).

## Biografia

### Família e formação
Adão Pretto Filho é natural de Viamão, e tem sua vida marcada pelas questões da agricultura familiar e camponesa e a defesa dos movimentos sociais. É filho do ex-deputado estadual constituinte e federal Adão Pretto, que foi um dos fundadores do Movimento dos Trabalhadores Sem Terra (MST). É irmão do ex-deputado estadual Edegar Pretto (PT), que também foi dirigente do MST.
É formado em Gestão Pública.

## Carreira política

### Vereador de Viamão
Em 2016, foi eleito Vereador com 1.367 votos pelo município de Viamão pelo Partido dos Trabalhadores. Exerceu o mandato de 1º de janeiro de 2017 até 31 de dezembro de 2020.

### Candidatura a vice-prefeito
Em 2020, concorreu ao cargo de vice-prefeito de Viamão na chapa encabeçada por Guto Lopes do Partido Democrático Trabalhista (PDT), ficando em segundo lugar com 23.637 votos.

### Deputado estadual
Em 2022, foi eleito deputado estadual pelo estado do Rio Grande do Sul com 66.457 votos, sendo a terceira maior votação da bancada do Partido dos Trabalhadores, com votos distribuídos em 466 municípios. Tomou posse em 1º de fevereiro de 2023 para a 56ª Legislatura da Assembleia Legislativa do Rio Grande do Sul.

### Atuação parlamentar
O carro-chefe de sua atuação parlamentar é o Projeto de Lei 104/2023 (anteriormente numerado como PL 51/2023), que institui a Política Estadual de Fomento à Agricultura Regenerativa, Biológica e Sustentável. O projeto foi elaborado com o apoio de agricultores e várias entidades ligadas ao campo, como alternativa ao atual modelo de agricultura, que é baseado no uso de agrotóxicos e outros produtos químicos.
Em 2025, o deputado propôs a inclusão da Lei Maria da Penha no conteúdo programático das escolas estaduais. Segundo Pretto, a medida visa aumentar a conscientização sobre a violência contra a mulher, educando desde cedo as futuras gerações sobre os direitos femininos e as formas de prevenção e enfrentamento desse grave problema.
Também é autor do projeto que prevê isenção de ICMS para itens da cesta básica no Rio Grande do Sul.
Além dos projetos relacionados à agricultura sustentável, o deputado trabalha com pautas ligadas aos direitos humanos e às questões de gênero, especialmente as relacionadas ao combate à violência contra as mulheres.